# Hiperprzestrzeń (fizyka)
Hiperprzestrzeń – hipotetyczna postać czasoprzestrzeni zawierająca więcej niż cztery wymiary.
Hipotezy hiperprzestrzeni przeważnie zawierały dodatkowe wymiary przestrzeni, pozostawiając jeden wymiar czasowy; były elementami różnych teorii fizycznych XX wieku:
- w 1914 roku Gunnar Nordström połączył swoją teorię grawitacji z elektrodynamiką Maxwella, wprowadzając dodatkowy, czwarty wymiar przestrzenny[1]; jego teorię sfalsyfikowały obserwacje astronomiczne z 1919 roku, potwierdzające ogólną teorię względności (OTW) Alberta Einsteina[potrzebny przypis];
- w 1920 roku Theodor Kaluza rozszerzył OTW w podobny sposób, tworząc teorię Kaluzy-Kleina. Część nazwy pochodzi od Oskara Kleina, który znalazł sposób na pogodzenie tej teorii z obserwacjami. Zapostulował, że dodatkowy wymiar przestrzeni jest skompaktyfikowany (zwinięty) do bardzo małych rozmiarów;
- w latach 60. Richard Kerner wykazał, że 11-wymiarowa modyfikacja teorii Kaluzy-Kleina wyjaśnia także oddziaływania jądrowe[1];
- w latach 70. teoria strun została sformułowana jako model wszystkich oddziaływań. Jej pierwotna, bozonowa wersja, była 26-wymiarowa; połączono ją z supersymetrią, tworząc teorie superstrun, zawierające 10 wymiarów;
- w latach 90. Edward Witten znalazł dualności między wszystkimi pięcioma teoriami superstrun oraz 11-wymiarową supergrawitacją, proponując 11-wymiarową M-teorię. W 2023 roku hipoteza ta pozostaje nierozstrzygnięta.

Ideę dodatkowych wymiarów krytykował Roger Penrose, odwołując się do dwóch powodów:
- twierdził, że prowadzą one do grawitacyjnej niestabilności;
- przychylał się do teorii twistorów, którą trudno pogodzić z dodatkowymi wymiarami.

## Literatura
- Michio Kaku, Hiperprzestrzeń: naukowa podróż przez wszechświaty równoległe, pętle czasowe i dziesiąty wymiar, Prószyński i S-ka, Warszawa 1995, ISBN 83-86669-52-7.